# The Allisons
The Allisons fueron un dúo de cantantes ingleses formado por Bob Day (nacido Bernard Colin Day; 2 de febrero de 1941 – 25 de noviembre de 2013) y John Alford (nacido Brian Henry John Alford; 31 de diciembre de 1939)
Se presentaron al público como si fueran hermanos, para lo que adoptaron el apellido Allison, resultando el nombre del dúo "The Allisons".
The Allisons representaron al Reino Unido en el Festival de la Canción de Eurovisión 1961 con la canción "Are You Sure?".  Alcanzaron la segunda posición con 24 puntos. La canción fue lanzada como sencillo por el sello discográfico Fontana Records, y alcanzó el número 1 en el semanario británico New Musical Express. Sin embargo, el gráfico elaborado por The Official UK Charts Company muestra la canción pasó seis semanas en el número 2, y otras tres semanas en el top 4. "Are You Sure?" vendió más de un millón de copias, obteniendo un disco de oro. En Alemania el sencillo alcanzó el puesto 11. A pesar de tener otros dos éxitos, aunque de menor importancia, el dúo se separó en 1963.
Alford inicialmente intentó componer, pero él y Day se asociaron para hacer giras y mantener vivo el nombre 'The Allisons'. En los años 70 Alford se unió a otros "hermanos" — Mike "Allison" y Tony "Allison". En los años 90, Day y Alford se volvieron a unir para actuar en espectáculos de música de décadas pasadas.
Bob Day murió el 25 de noviembre de 2013, a los 71 años, tras una larga enfermedad.

## Discografía

### Álbumes
| Año  | Título       | UK | Discográfica    |
| ---- | ------------ | -- | --------------- |
| 1961 | Are You Sure | —  | Fontana Records |

### Sencillos
| Año  | Título                  | US  | UK | Discográfica    | B-side                   |
| ---- | ----------------------- | --- | -- | --------------- | ------------------------ |
| 1961 | "Are You Sure?"         | 102 | 2  | Fontana Records | "There's One Thing More" |
| 1961 | "Words"                 | —   | 34 | Fontana Records | "Blue Tears"             |
| 1961 | "What a Mess"           | —   | —  | Fontana Records | "Lorraine"               |
| 1962 | "Lessons in Love"       | —   | 30 | Fontana Records | "Oh, My Love"            |
| 1962 | "I'll Cross My Fingers" | —   | —  | Fontana Records | "You Should Be Sorry"    |